# Микитюк Євгеній Володимирович
Євгеній Володимирович Микитюк (нар. 21 вересня 2005, Україна) — український футболіст, атакувальний півзахисник житомирського «Полісся».

## Клубна кар'єра
Футболом розпочав займатися 2016 року в «ДЮСШ-Жерм» (Черняхів), який виступав у юнацькому чемпіонаті Житомирської області. У 2018 році перебрався до академії «Динамо», у складі якого виступав у ДЮФЛУ. Наприкінці лютого 2022 року потрапив до заявки столичного клубу на матчі Прем'єр-ліги України, але на футбольне поле не виходив.
У серпні 2022 року вільним агентом перейшов до «Полісся». У футболці житомирського клубу дебютував 27 серпня 2022 року в переможному (3:0) виїзному поєдинку 1-го туру групи «А» Першої ліги України проти франківського «Прикарпаття». Євгеній вийшов на поле на 49-й хвилині замість Євгенія Морозка. Першим голом у дорослому футболі відзначився 14 травня 2023 року на 84-й хвилині переможного (5:0) домашнього поєдинку 6-го туру чемпіонського раунду Першої ліги України проти кременчуцького «Кременя». Микитюк вийшов на поле на 83-й хвилині замість Василя Грицука. У сезоні 2022/23 років провів 11 матчів (1 гол) у Першій лізі України та допоміг команді вийти до вищого дивізіону чемпіонату України. Вперше до заявки на поєдинки Прем'єр-ліги України потрапив 28 липня 2023 року, в переможному (2:0) виїзному поєдинку 1-го туру проти рівненського «Вереса». Євгеній просидів усі 90 хвилин на лаві запасних.

## Кар'єра в збірній
На початку листопада 2021 року отримав виклик до юнацької збірної України (U-17). У футболці команди U-17 дебютував 13 листопада 2021 року в переможному (3:0) домашньому поєдинку кваліфікації юнацького чемпіонату Європи (U-17) проти однолітків з Казахстану. Євгеній вийшов на поле в стартовому складі та відіграв увесь матч, а на 45+2-й хвилині відзначився голом.

## Досягнення
«Полісся» (Житомир)
- Перша ліга
  -  Переможець (1): 2022/23